# Ebrahim Ehrari

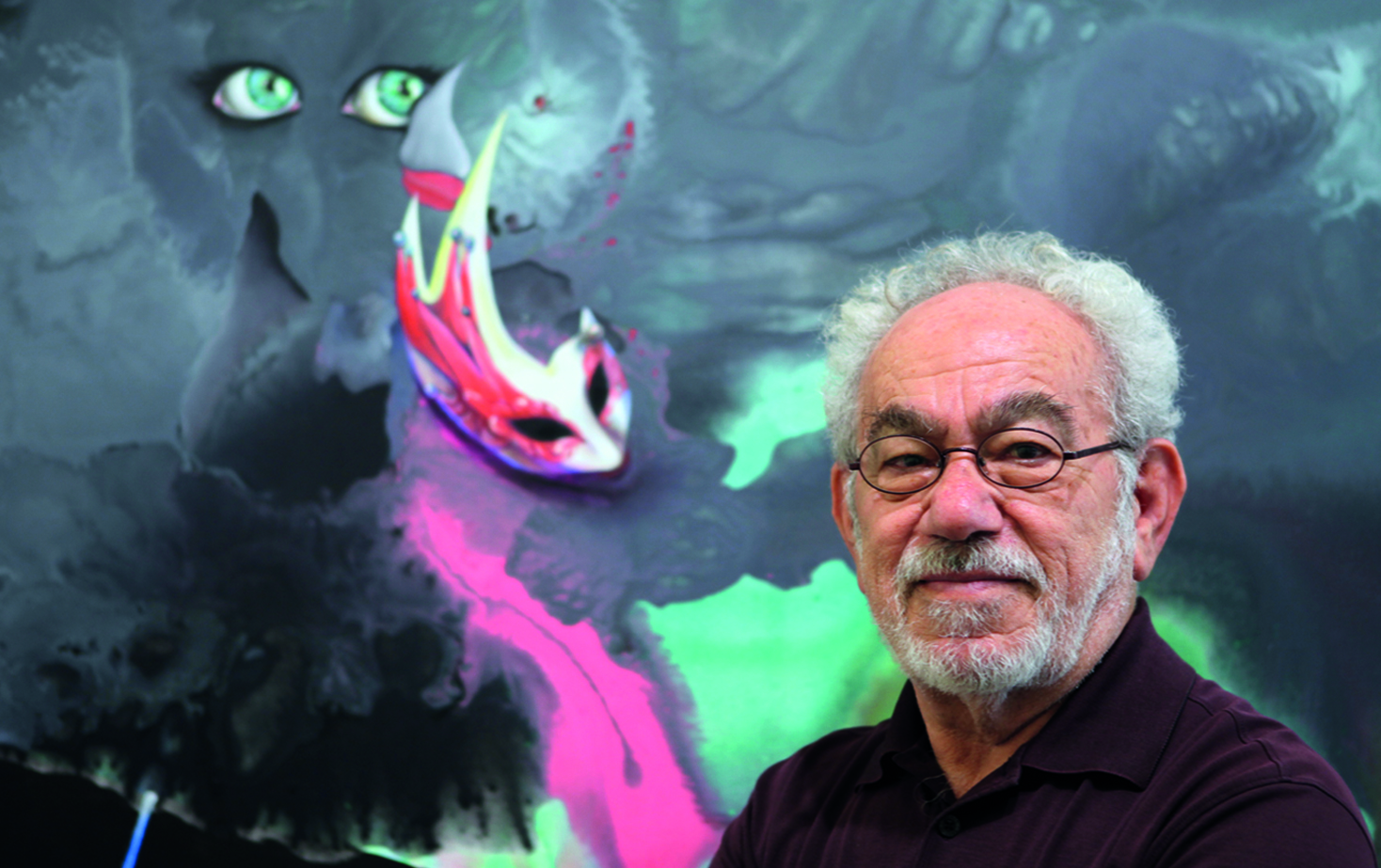
Ebrahim Ehrari vor seinem Werk Maskenball (2015)

Ebrahim Ehrari (* 1938 in Urmia, Provinz West-Aserbaidschan, Iran) ist ein in Berlin lebender, freischaffender Künstler, der von der Galerie Berlin-Baku vertreten wird. Im Jahr 2007 gründete er diese mit seinem Künstlerfreund Salhab Mammadov und dessen Sohn Emin Mammadov (Baku). Sein Frühwerk zeichnet sich durch grafische Techniken in der Manier des Symbolismus aus; später fand er zu farbintensiven, abstrakteren Öl- und Acrylgemälden in größerer Ausführung.

## Biographie

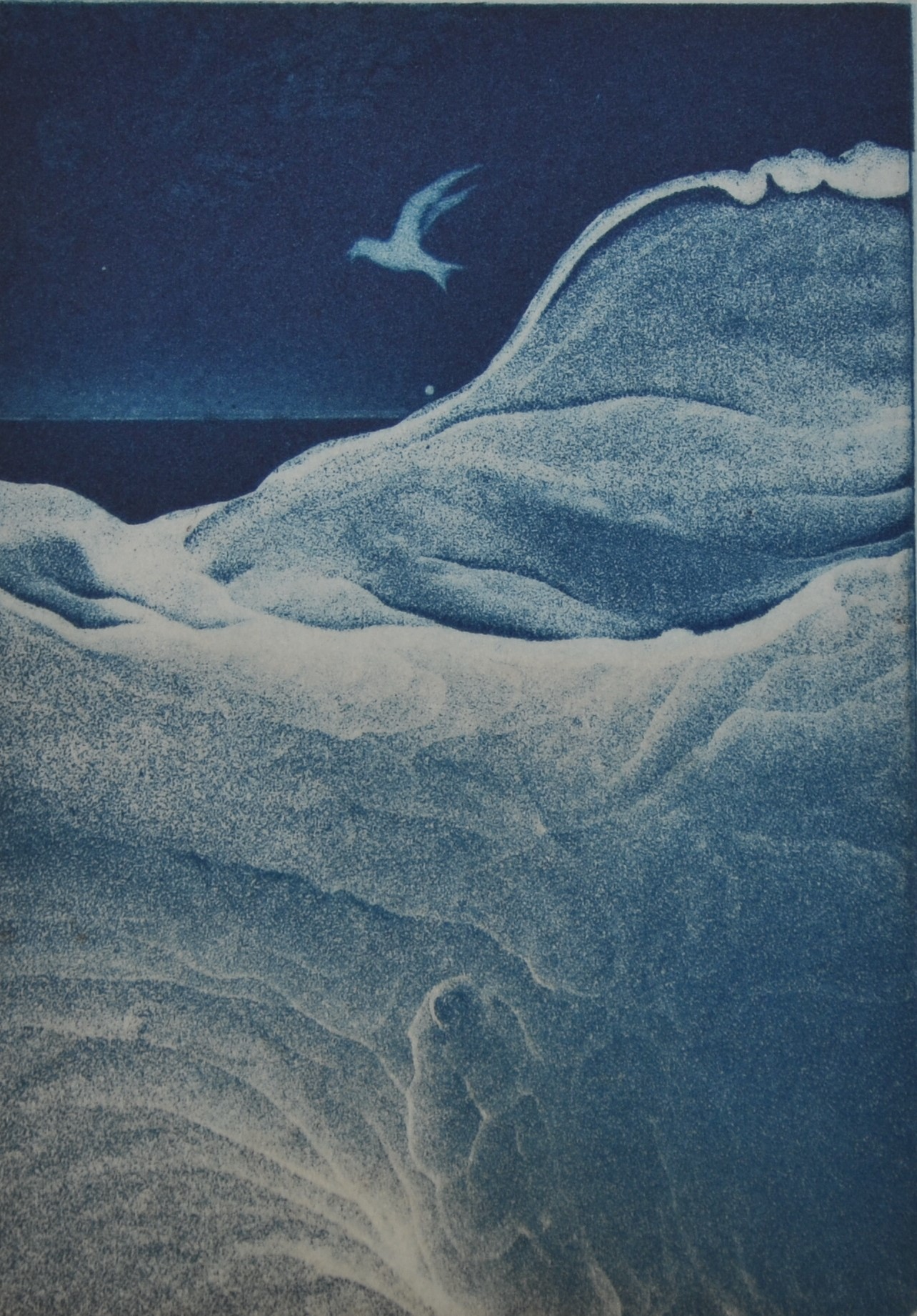
Ebrahim Ehrari: Flug über den Wellen, 1985, Radierung (Aqua Tinta) 15/25, 30 × 20 cm.

### Kindheit und Familie
Ebrahim Ehrari wurde 1938 in Urmia (Provinz West-Aserbaidschan/Iran) als jüngstes von sieben Kindern geboren. Er wuchs in einer gut bürgerlichen Familie auf; der Vater war Notar, die Mutter Hausfrau. Ebrahim Ehraris kulturelle Identität wurde während seiner Kinderjahre durch die regionale Sprache (Aserbaidschanisch) geprägt, die 1946 eine jähe Zäsur erlebte. Nach der Zerschlagung der iranischen Provinz Aserbaidschan durch persische Truppen wurde Farsi als Amtssprache eingeführt. Im öffentlichen Raum war der Gebrauch seiner Muttersprache mit Repressalien verbunden. Dieser Einschnitt in seine freie Entfaltung beeinflusste Ebrahim Ehrari nachhaltig und sensibilisierte in frühzeitig für die Einflussnahme von außen, was in seinem künstlerischen Schaffen immer wieder zu einer inhaltlichen Auseinandersetzung führte.

### Jugend und Studium
Den Wunsch, Kunst an der Universität Teheran zu studieren, hegte Ebrahim Ehrari – angeregt durch seinen Zeichenlehrer – schon während seiner Schulzeit. 1957 schloss er das Gymnasium erfolgreich mit dem Abitur ab. Er bestand schließlich trotz minimalistischer Chancen die Aufnahmeprüfung an der Universität in Teheran, doch sein Plan des Studiums der Kunst wurde durchkreuzt. Sein Vater erwartete von ihm, so wie dieser selbst, Rechtswissenschaften zu studieren. Der Sohn war allerdings nicht bereit sich zu fügen und musste fortan selbst für seinen Lebensunterhalt sorgen. Er finanzierte sich mit den verschiedensten Jobs und sein Studium rückte dadurch in weite Ferne. So arbeitete er ab 1957 als Werbezeichner in der Presse-Abteilung des Ministeriums für Wasser und Elektrizität in Khuzestan (Südiran, Provinz am Persischen Golf) für seinen Lebensunterhalt. In dieser Lebensphase war er ebenfalls Bürgermeister in Buschehr (Südiran, Provinz am Persischen Golf). Zudem war er als Pipelineschweisser auf der Insel Kharg im Iran tätig. Vor allem die dort erlebten Ereignisse haben den Künstler nachhaltig in seiner künstlerischen Arbeitsweise, besonders in seiner Motivik, beeinflusst. Durch die Begegnung mit europäischen Arbeitskollegen und Medienberichten wächst in ihm der Traum von einem freien Leben in Europa.

### Die ersten Jahre in Berlin
Schließlich siedelte Ebrahim Ehrari 1966 nach Berlin über, um mit seinen Ersparnissen einen Neuanfang zu wagen. In Berlin heiratete er die Niederländerin Hanna Hufman. Durch ihre Unterstützung begann er 1969 ein Studium im Bereich Grafikdesign an der Hochschule der Bildenden Künste bei den Professoren Wolfgang Ludwig und Hans Förtsch. 1973 schloss er erfolgreich sein Studium ab, welches ihm Gestaltungsmöglichkeiten an die Hand gab, seine Gedanken zu gesellschaftlichen Konflikten durch künstlerische Mittel auszudrücken. In dieser Zeit der Neuorientierung wurde Ebrahim Ehrari Vater von zwei Töchtern.

### Die Heimkehr in den Iran

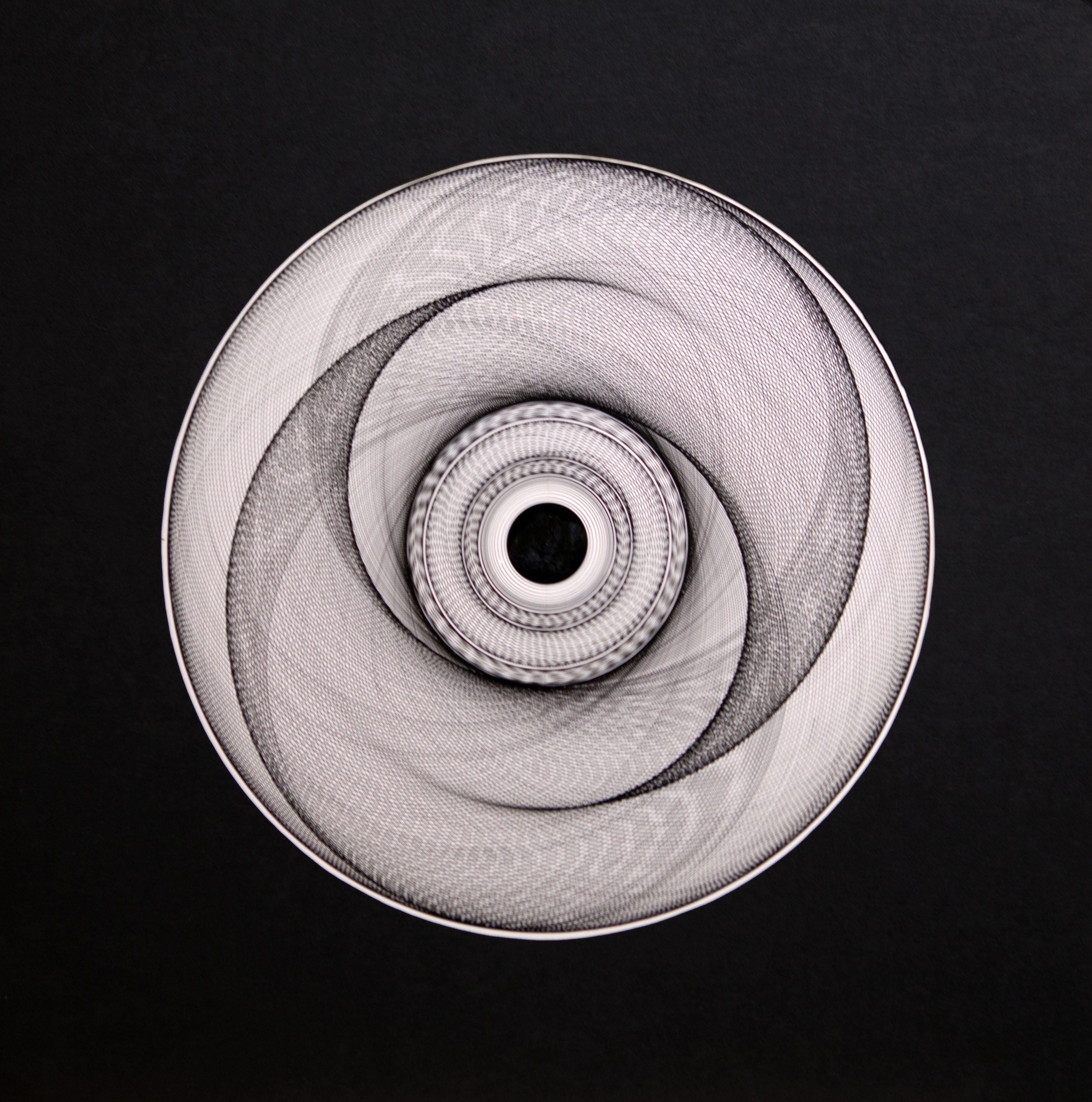
Ebrahim Ehrari, Getäuscht, 1974, Tusche auf Papier, 40 × 40 cm

Aufgrund seiner Heimatverbundenheit und um die erlernten Grundlagen in seiner Heimat zu vermitteln, wurde Ebrahim Ehrari 1973 Dozent an der Fakultät für Schöne Künste an der Akademie für Angewandte Künste in Teheran im Bereich grafische Techniken. Dies brachte allerdings nicht die nötige Zufriedenheit; es herrschte zu viel Überwachung und Einschränkung durch den iranischen Geheimdienst SAWAK. Dem Dozenten blieben zudem zu wenig sprachliche Ausdrucksmöglichkeiten, um die in Berlin erlernte Fachsprache an seine Studierenden in der alten Landessprache befriedigend weiterzugeben. Im selben Jahr lernten sich Ebrahim Ehrari und Kurt Scharf, Leiter des Goethe-Instituts Teheran, kennen, der im Laufe der Jahre enger Vertrauter Ehraris werden sollte, sowie für einige Begleittexte der erschienenen Kunstkataloge verantwortlich ist. Dies führte dazu, dass Ebrahim Ehrari 1975 im Rahmen der deutsch-iranischen Kulturarbeit am Goethe-Institut in Teheran für die Ausstellungsorganisation zuständig war. Darüber hinaus blieb Ebrahim Ehrari in dieser Zeit seiner künstlerischen Praxis treu und arbeitete an Optischen Täuschungen, die gänzlich durch Präzision und Illusion herausstechen.

### Feste Übersiedlung nach Berlin und weiterer Werdegang

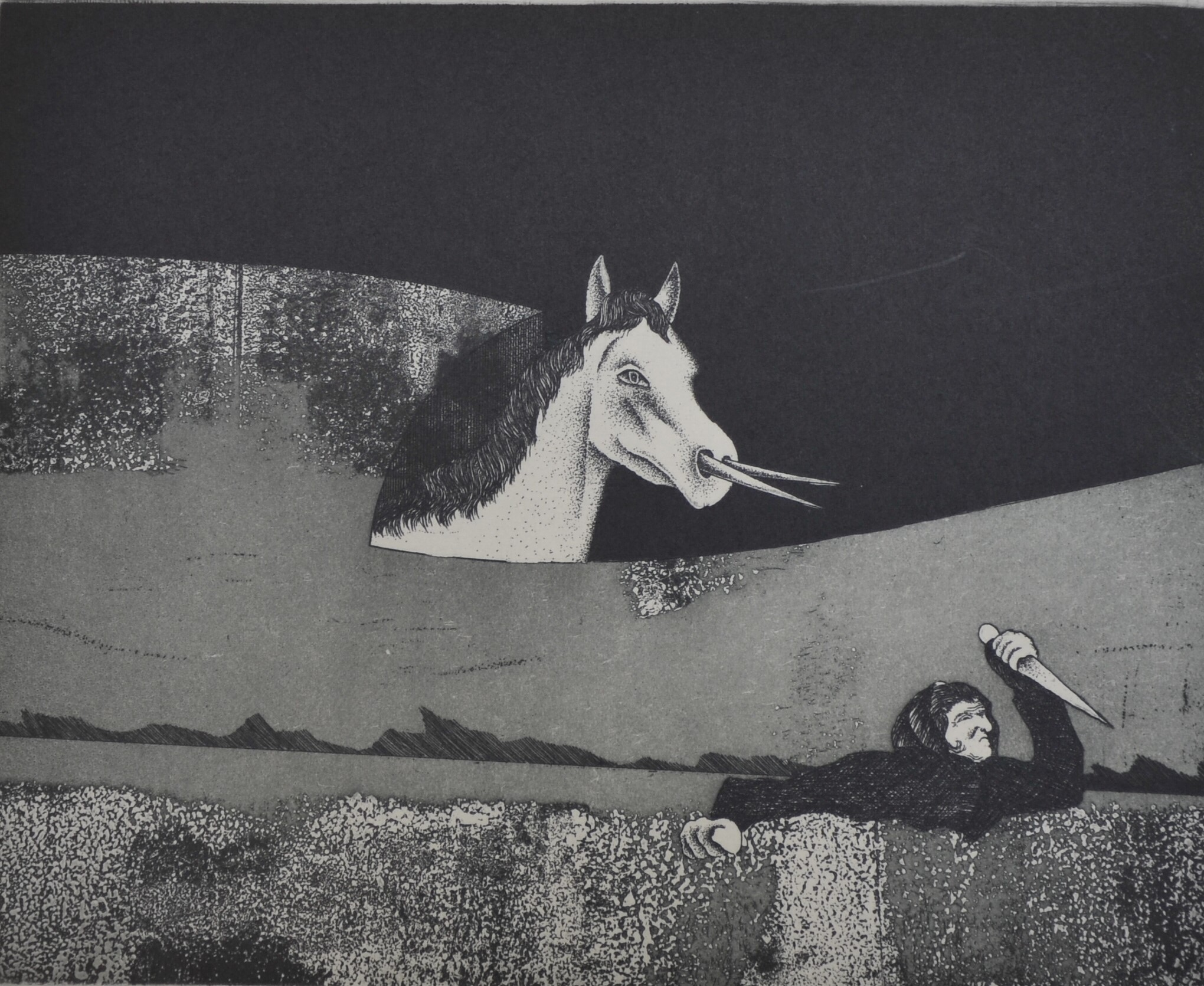
Ebrahim Ehrari, Verteidigung, 1974, Radierung (Aqua Tinta), 7/20, 30 × 40 cm

1975 entschieden sich Ebrahim Ehrari und seine Frau, die mit den Bedingungen des vom Geheimdienst kontrollierten Systems nicht konform waren mit ihren Kindern zu einer Rückkehr nach Berlin. Ebrahim Ehrari studierte schließlich bis 1976 Kunstgeschichte an der Freien Universität. Der Eurozentrismus im Studienfach enttäuschte ihn allerdings und er brach sein Studium der Kunstgeschichte ab. Von 1976 bis 2003 war er anschließend Leiter der Radierwerkstatt des Bundesverbandes Bildender Künstlerinnen und Künstler Berlin (BBK) im Künstlerhaus Bethanien. Diese Tätigkeit ermöglichte es ihm, sich endlich seinem künstlerischen Schaffen zu widmen.
Von 1981 bis 2007 war Ebrahim Ehrari Mitglied der Kulturinitiative Lankwitz, dem späteren Trägerverein Schwartz’sche Villa, für die er 1986 den Vorsitz übernahm. 1984 bezieht der Künstler sein erstes eigenes Atelier ebenfalls in Steglitz. 1985 erhielt der Künstler für 12 Monate ein Artist-in-Residence-Stipendium am Arts Council in Belfast. Von 1988 bis 2010 hatte er den Vorsitz des Aserbaidschanisch-Deutschen Kulturfördervereins in Berlin inne. In dieser Lebensphase wird Ebrahim Ehrari mit zahlreichen Ausstellungsprojekten zu einer wichtigen Figur der Berliner und internationalen Kunstszene.
Seit 1979 ist Ebrahim Ehrari Mitglied des Vereins Berliner Künstler (VBK). Bis 2010 war er zudem noch Mitglied des Berufsverbands Bildender Künstler (BBK).

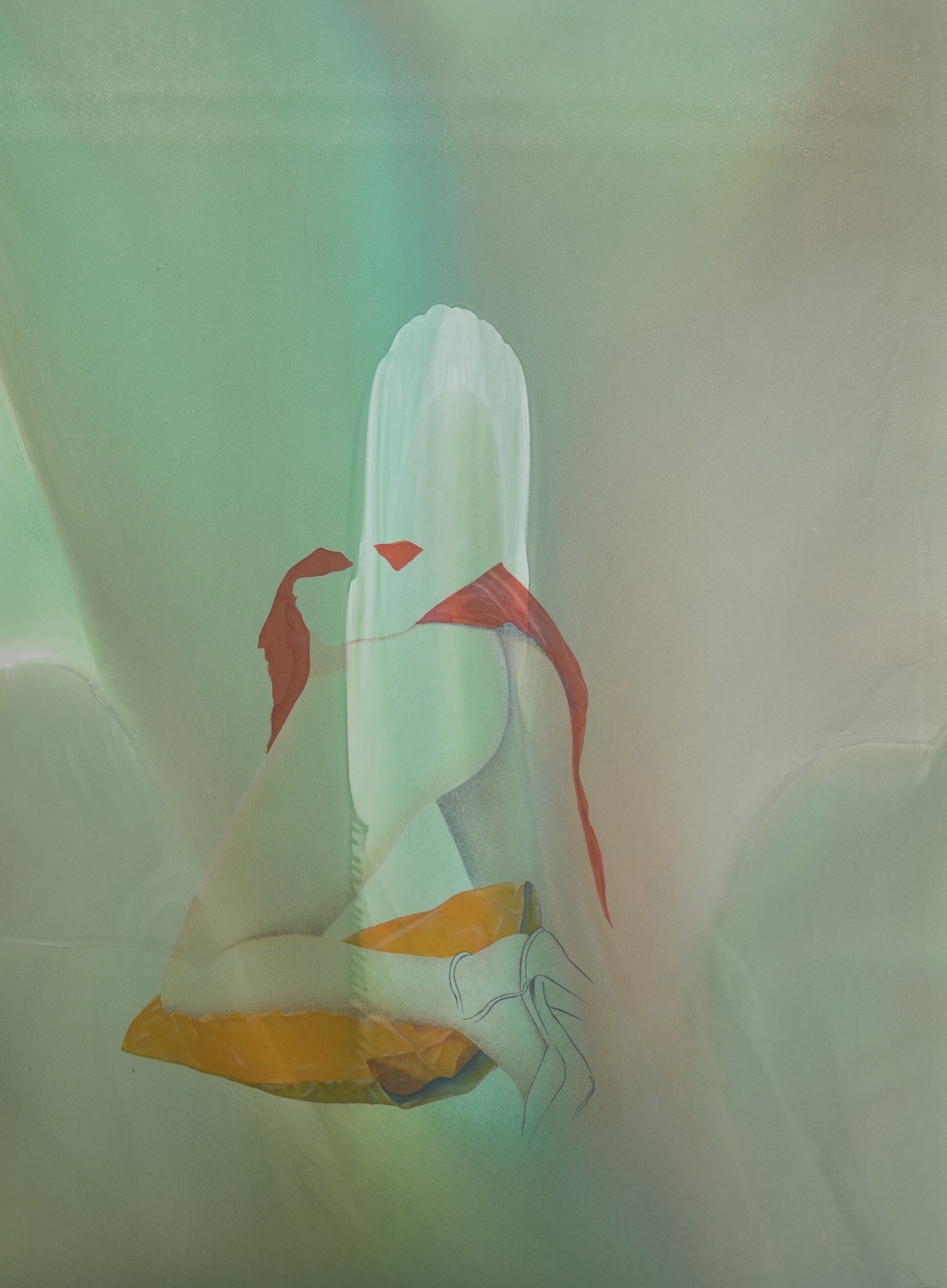
Ebrahim Ehrari, Ohne Titel, 1985, Öl, Aquarell und Bleistift auf Papier, 80 × 60 cm

Seit 1983 setzt sich Ebrahim Ehrari maßgeblich für den Kulturaustausch zwischen Deutschland und der Republik Aserbaidschan (ehemalige Sowjetrepublik) ein, woraufhin er 2007, zusammen mit seinem Künstlerfreund Salhab Mammadov und dessen Sohn Emin Mammadov, die Galerie Berlin-Baku gründete. Die Galerie in Berlin-Schöneberg ist die Partnergalerie der QGallery in Baku. Sie fördert die kulturellen Beziehungen zwischen Aserbaidschan, Deutschland und der Welt. Ebrahim Ehrari ist seitdem im Künstlerprogramm der Galerie vertreten, für die seine Tochter Parwane Ehrari 2014 die Leitung übernommen hat.
Ebrahim Ehrari lebt im Kreise seiner Familie in Berlin und arbeitet dort heute nach wie vor als freischaffender Künstler.
Quelle:

## Auszeichnungen
Ebrahim Ehrari wurde 1993 der Ehrendoktor der Freien Universität Baku, Aserbaidschan, verliehen. 2003 bekam er zudem den Ehrendoktor der Staatlichen Akademie für Schöne Künste in Baku. Weiterhin wurde er 2011 zum künstlerischen Ehrenmitarbeiter der Republik Aserbaidschan ernannt. Für seinen Einsatz wurde ihm die Ehren-Medaille verliehen.
Quelle:

## Werk

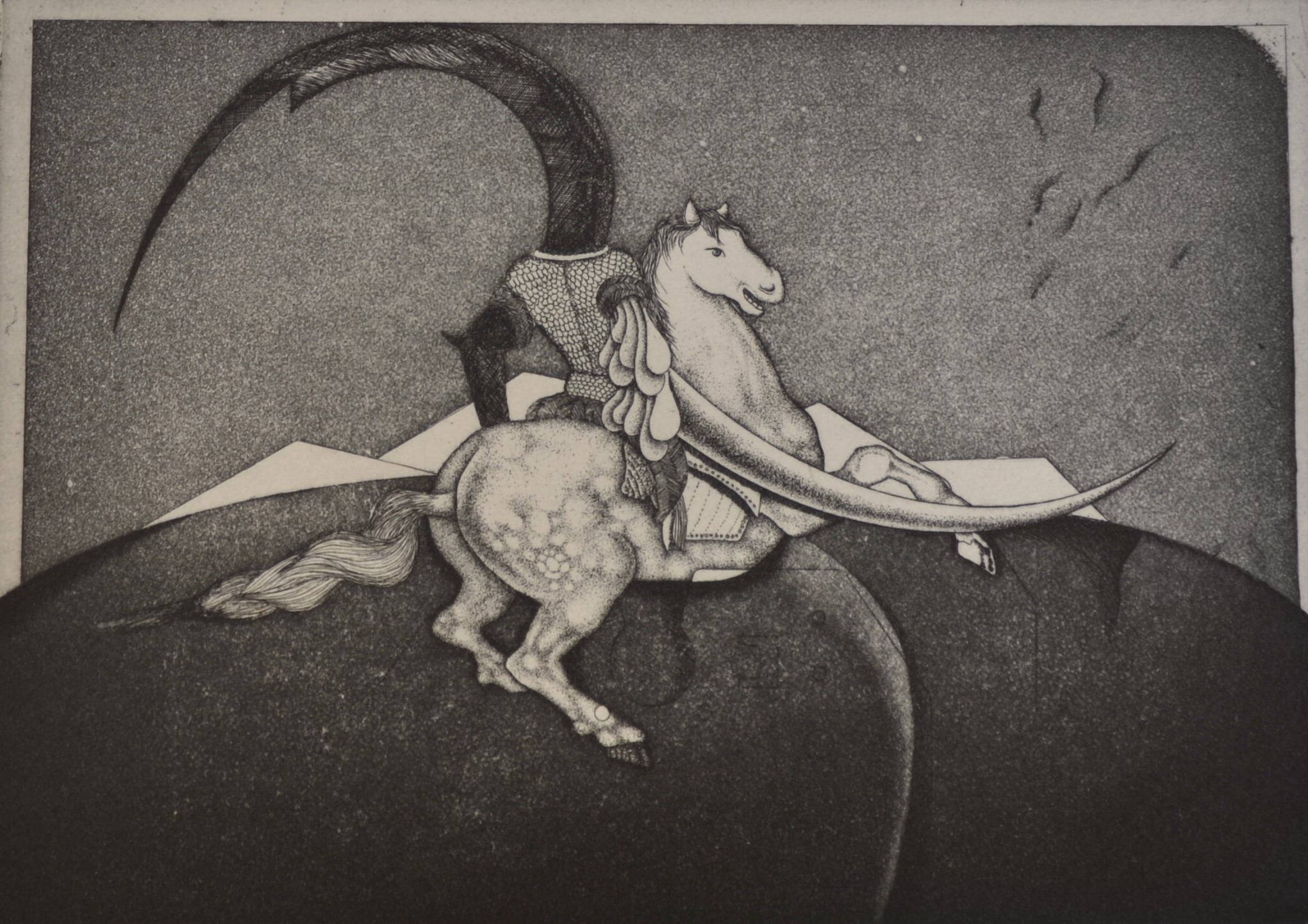
Ebrahim Ehrari, Der Jäger, 1974, Radierung (Aquatinta), 5/25, 30 × 40 cm

### Frühwerk
Nach Erlangung seines Abiturs verbrachte Ebrahim Ehrari durch seine Tätigkeit als Pipelineschweißer viel Zeit auf dem offenen Meer und setzte sich stark mit der dortigen Unterwasserwelt auseinander. Die Stille und Klarheit des Wassers faszinierten ihn so sehr, dass diese Eindrücke immer wieder seine Werke beeinflussen. Gleichzeitig bewegte ihn auch die damit verbundene Umweltzerstörung, das Durchbrechen dieser Stille, der aufgewirbelte Meeresgrund und dessen verstörte Lebenswelt als Spiegel seiner eigenen Lebenserfahrungen in der Kindheit. Umsetzung fanden diese Erlebnisse für ihn am besten in Radiertechniken. Besonderes Merkmal seiner Motivik waren rätselhafte und verschlüsselte Bildwelten, die einer Dechiffrierung und einer eigenen Interpretation bedürfen. Hierbei geht es nicht um das Bestreben nach einer realistischen Darstellung in der Kunst, sondern eine mit dem Thema des Bildes im Bild.

„Ich bin ein Mensch mit so vielen angestauten Problemen aus der Kindheit und Problemen aus meinem Land und meiner Kultur, daß ich so eine rätselhafte Ausdrucksform brauche.“

Ebrahim Ehrari liegt es besonders daran, eine universale Bildsprache zu entwickeln, die sowohl in seinem Heimatland als auch in Deutschland verstanden werden kann. Aus diesem Grund bringt er Ausdrucksformen des Symbolismus, Realismus und Pseudorealismus zusammen. Beliebtes Stilmittel sind optische Täuschungen, die dazu in der Lage sind, den Menschen auf das Bildgeschehen aufmerksam zu machen, indem er sich Gedanken über das Gesehene macht, aus den alltäglichen Strukturen heraustreten kann und so zu einer neuen Ebene gelangt.
Ebrahim Ehraris Darstellungen zeigen in dieser Schaffensphase hauptsächlich die Darstellung von Räumen, die die Geborgenheit und den Rückzugsort des Menschen ausdrücken und zugleich eine Illusion sind. Der Mensch, der in vielerlei Gestalt auftreten kann, ist in ihnen gefangen und muss den Mut entwickeln, aus diesem festen Gebilde von Ordnung und Regeln ausbrechen zu wollen. Dies erreicht der Künstler durch die Aufhebung von Perspektive und Größenverhältnissen sowie eine Ikonografie, die sich auf mehreren Realitätsebenen vollzieht.
Ebrahim Ehrari beweist in seinen grafischen Arbeiten ein hervorragendes Können. Besonders in Farbradierungen und Aqua Tinta, die sich durch ihren Detailreichtum auszeichnen. Gleichzeitig besitzen sie eine tiefergehende Bildsprache, die mit ihren Symbolen auf neue Bildwelten verweist und gängige Vorstellungen aufbricht. Die Verschmelzung von europäischer und orientalischer Bildtradition ist Ehraris primäre Intention, d. h. eine Verbindung von konkretem Abbild und poetischer Schönheit. Dies erzielt der Künstler vor allem durch seine ausdrucksstarke Symbolik. Seine Räume stehen beispielsweise für Begrenztheit, eine Spitze für Gefahr, Wasser für Leben und das Pferd für die Kraft.

### Weiterentwicklung des Œuvres und aktuelles künstlerisches Schaffen
Im Laufe seines künstlerischen Schaffens setzte sich Ebrahim Ehrari fortschreitend mit diversen anderen Techniken, darunter Mischtechniken, auseinander und ließ die grafische Ausdrucksweise hinter sich. Die dreijährige Beschäftigung mit Computerkunst führte den ursprünglichen Grafiker schließlich zur Malerei, deren Ausdrucksmöglichkeiten Ebrahim Ehrari sich auch heute noch bedient. Seiner ursprünglich entwickelten rätselhaften Bildsprache mit ihrer außergewöhnlichen Symbolik und auch der fantasievollen und gesellschaftskritischen Thematik ist er darüber hinaus treu geblieben. In der 2. Hälfte der 80er Jahre entstanden bereits Mischtechniken, die weniger figürlich waren und zunehmende Farbintensität aufwiesen. Diese Motivik und Tendenz erscheint in den aktuellen Gemälden in ausgeprägten farbenfrohen Darstellungen auf Formaten, die oft mehr als doppelt so groß sind wie seine grafischen Arbeiten. 

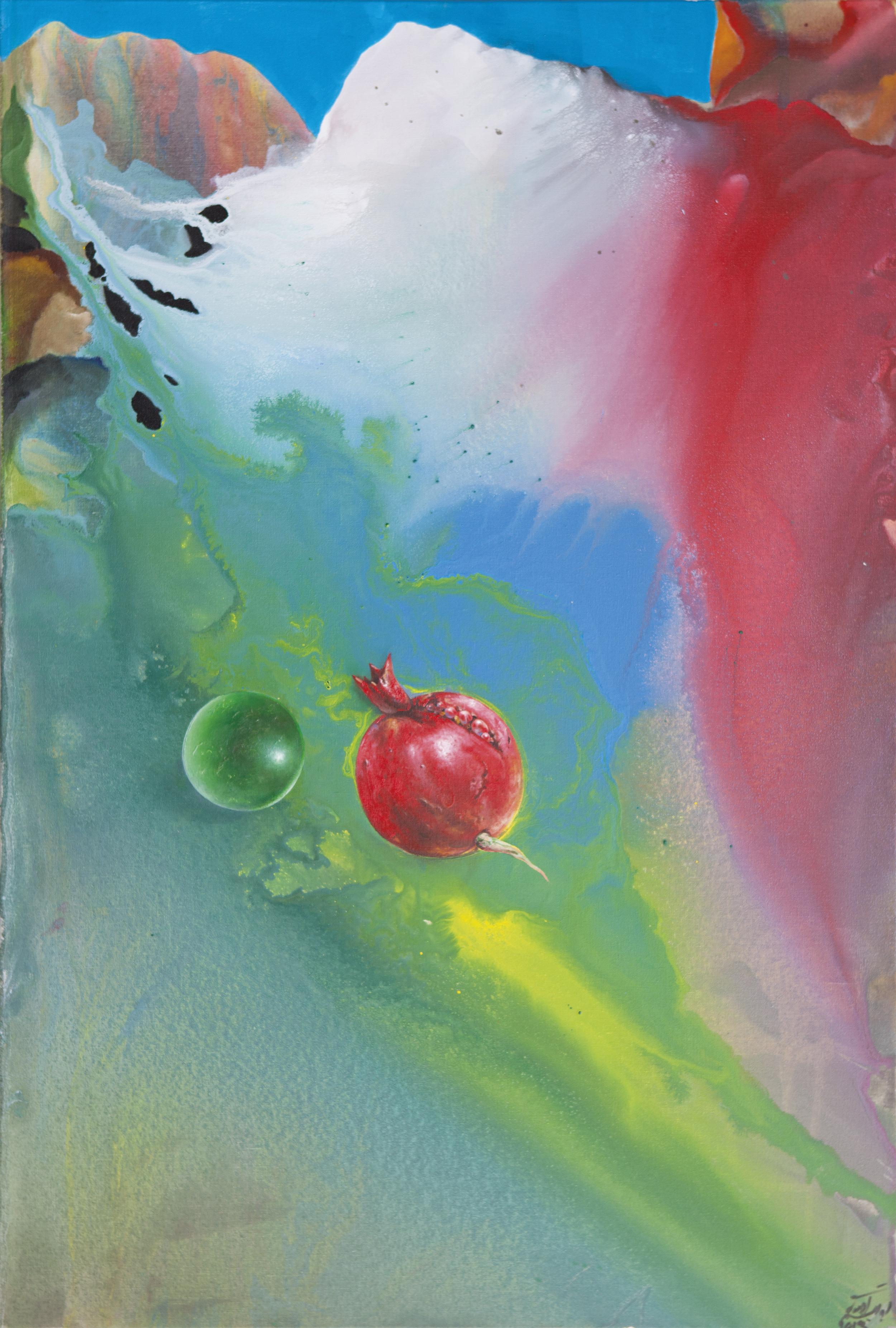
Ebrahim Ehrari, Der Granatapfel von Sheki, 2013, Öl und Acryl auf Leinwand, 150 × 100 cm

Die mit Symbolen aufgeladenen Radierungen konnten das Lebensgefühl Ehraris lange Zeit am besten vermitteln. Beispielsweise setzte er das Meer als Symbol der Erinnerung ein, um vergangene Erlebnisse zu verarbeiten. Ebrahim Ehrari begründete die grafische Arbeitsweise zudem damit, dass sie nicht die Möglichkeit habe, der Phantasie freien Lauf zu lassen. Alles müsse vorher bereits im Kopf konzipiert sein.
Umso bemerkenswerter ist es für das künstlerische Œuvre, dass es sich in den 2000er Jahren zur Öl- und Acrylmalerei auf Leinwand hin entwickelte. Eine Malweise, die sich gänzlich durch Zufall, Überarbeitungen und Spontanität auszeichnet. Ehraris aktuellster Katalog (2015) listet und beschreibt zwölf dieser Werke, um auch die Hintergründe jeder Motivwahl zu verstehen. Auch dieser Beitrag wurde wie in früheren Katalogen von Kurt Scharf verfasst. Beispielsweise das Werk Der Granatapfel aus Sheki (2013) zeigt im Bildmittelpunkt einen leuchtend roten Granatapfel. Dieser verweist im Koran auf das Paradies. Allgemein besitzt dieses Symbol auch in anderen Religionen ausschließlich positive Attribute und erinnert in seinem Bildhintergrund an seine Wurzeln: die aserbaidschanische Berglandschaft. Ebrahim Ehraris Werke zeichnen sich wie auch dieses durch die Darstellung von Konkretem in Kombination mit der Farbe in ihrer reinsten Form aus, mal mehr mal weniger. Der Hintergrund ist nur noch zum Teil als Landschaft erkennbar, der Rest spielt mit der Phantasie des Betrachters und lässt viel Raum zu einer eigenen Interpretation. Die Erkundung von Strukturen und Oberflächen sind außerdem weitere Charakteristika in Ebrahim Ehraris Malereien.
Ebrahim Ehraris Werke sind in zahlreichen Sammlungen im In- und Ausland vertreten, u. a. in Afghanistan, Argentinien, Aserbaidschan, Brasilien, Deutschland, Frankreich, Griechenland, Großbritannien, Indien, Iran, Irland, Italien, Japan, Kasachstan, Niederlande, Österreich, Polen, Portugal, Russland, Schweden, Südkorea, Tschechische Republik und in den USA.

Sein künstlerisches Schaffen umfasst circa 3000 Werke. Darin sind etwa 2500 grafische Arbeiten enthalten.

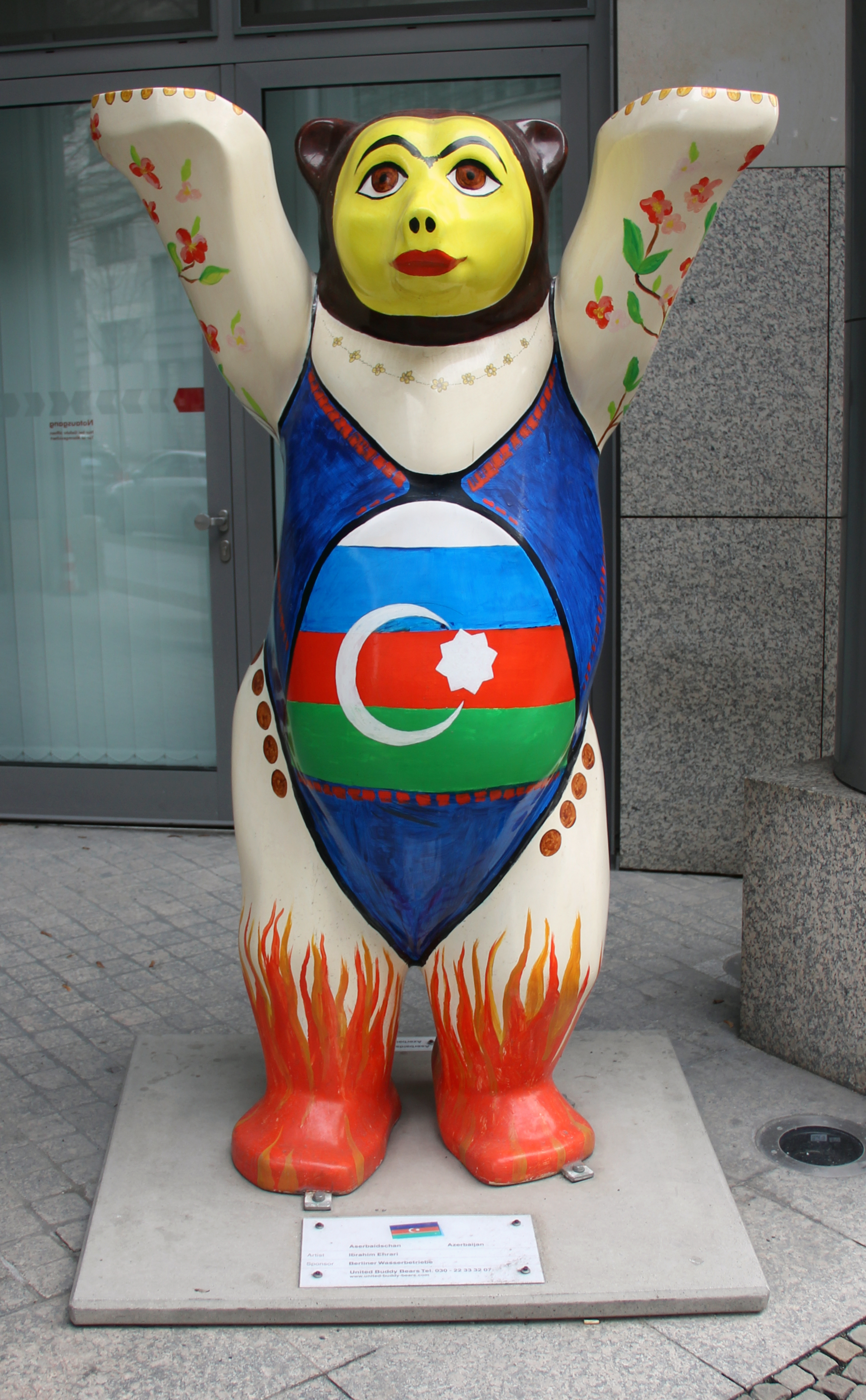
Der erste Buddy-Bär (2002) von Ebrahim Ehrari vor den Berliner Wasserwerken

## Kulturelle Aktivitäten
Ebrahim Ehrari begegnete in den 80er Jahren Nabi Xazri, der die aserbaidschanische Kulturwoche in Berlin vorbereitete, und für die auch Ebrahim Ehrari später noch verantwortlich werden sollte. Aus dieser Begegnung heraus resultierte auch der erste Besuch in Baku, der zu einer weiteren bedeutsamen Begegnung – mit Salhab Mammadov – führen sollte. Dort baute der Künstler außerdem den Kontakt mit dem aserbaidschanischen Künstlerverband auf. Dies war der Beginn für Ebrahim Ehraris maßgeblichen Beitrag in der Weiterentwicklung kultureller Tätigkeiten in Berlin. Er gründete 1987 den aserbaidschanisch-deutschen Kulturförderverein, der den Kulturaustausch beider Länder entscheidend voranbrachte.
Durch die Begegnung mit Elcin Afandiyev (Heimatverein Baku) Ende der 80er Jahre wurden – sowohl in Baku als auch in Berlin – mehrere bedeutende Kulturprojekte auf den Weg gebracht, u. a. im Bereich Theater, Film, Kunst, Musik und Tanz, die den Austausch der kulturellen Beziehungen zwischen Deutschland und Aserbaidschan weiter förderten.
Ebrahim Ehrari war 1991 im Rahmen des Kaukasischen Kulturmonats am Haus der Kulturen der Welt in Berlin für den Bereich der Organisation im Namen Aserbaidschans verantwortlich. Es folgten – ebenfalls am HdKdW – einige kulturrelevante Aktivitäten, u. a. Lesungen, Festivals und die Betreuung des Kaukasischen Kulturmonats (1991) sowie der Aserbaidschanischen Kulturwoche (1993). Im gleichen Jahr war er Bestandteil der Zusammenarbeit des aserbaidschanischen Künstlerverbands und der Akademie der Schönen Künste in Baku.
2007 war Ebrahim Ehrari als Organisation und Künstler an einer Ausstellung mit verschiedenen Künstlern aus sieben Ländern der Seidenstraße in Berlin-Mitte beteiligt. Für die Buddy-Bär-Ausstellungen gestaltete er drei Bären (zwei große und einen kleinen) mit aserbaidschan-typischen Motiven. Der erste Bär wurde von den Berliner Wasserwerken erworben; der zweite Bär bereiste mit den Bären der anderen Nationen die Welt. Seine Version des kleinen Bärens stand zuletzt auf dem Wittenbergplatz in Berlin.
Auch um das Gedenken an die Ereignisse in Chodschali hat sich Ebrahim Ehrari erfolgreich bemüht; eine Chodschali-Skulptur von Akif Asgarov, Ali Ibaduillayev und Salhab Mammadov im öffentlichen Raum in Berlin aufzustellen. Sie steht zur Erinnerung und Mahnung aller Menschen seit 2011 in der Gottfried-Benn-Bibliothek in Berlin Steglitz-Zehlendorf. Feierlich enthüllt haben sie der stellvertretende aserbaidschanische Kulturminister Adalat Veliyev und Cerstin Richter-Kotowski, Stadträtin für Bildung, Kultur und Bildungsdienste, sowie Norbert Kopp, Bezirksbürgermeister, und der Botschafter der Republik Aserbaidschan in Berlin S.E. Parviz Shahbazov.
Seit 2014 arbeitet die Akademie der schönen Künste Baku auf Initiative von Ebrahim Ehrari mit der Kunsthochschule Weißensee zusammen, die den studentischen Austausch im Rahmen von Projekten und Aufenthalten in der jeweiligen Partnerstadt vorantreibt.
Viele Aktivitäten Ehraris fanden in Zusammenarbeit mit der aserbaidschanischen Botschaft, für die der Künstler auch im Kulturbeirat sitzt, mit dem aserbaidschanischen Künstlerverband, dem BKK, der Schwarzschen Villa und dem Künstlerhaus Bethanien statt.

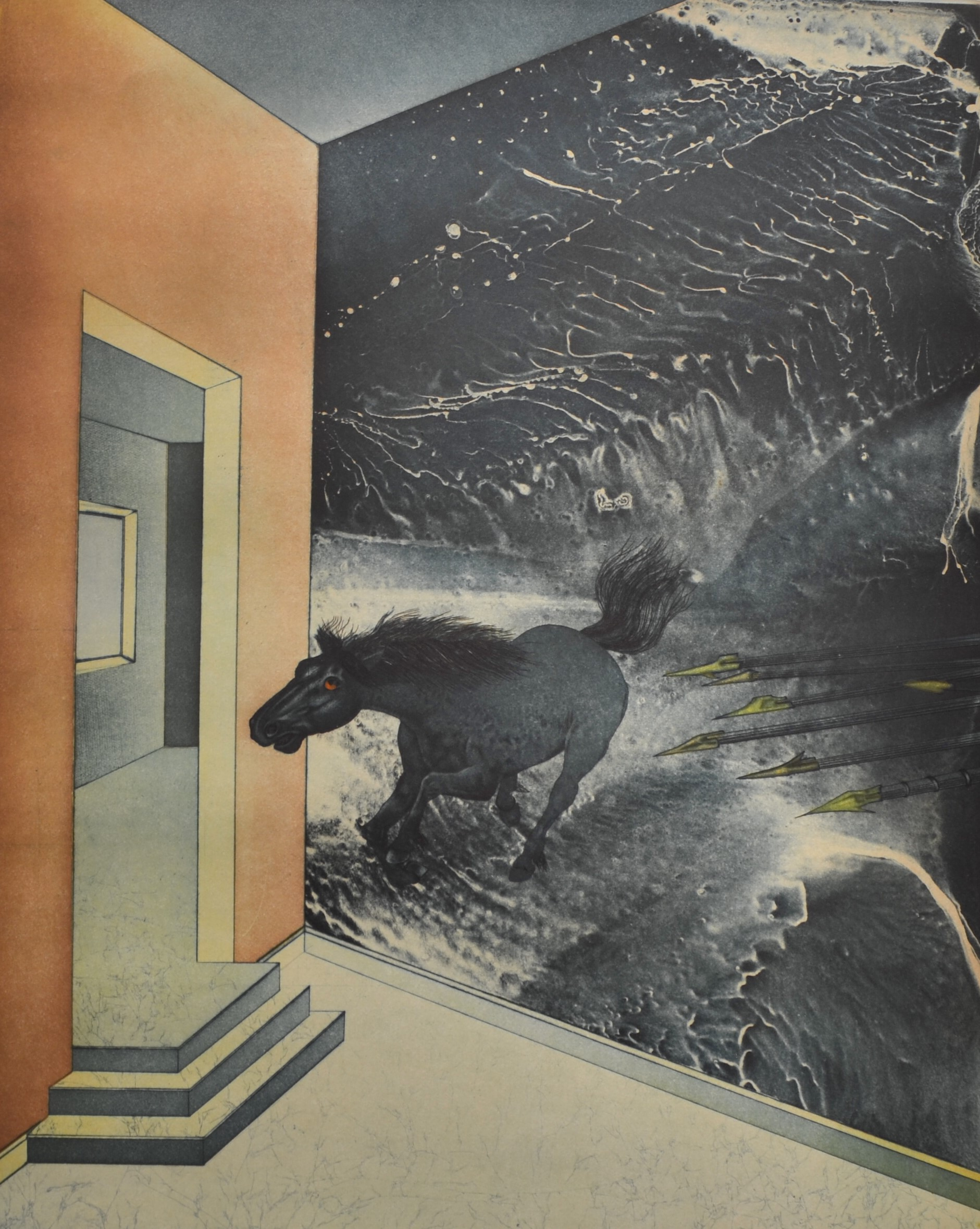
Ebrahim Ehrari, Suche nach Geborgenheit, 1993, Farbradierung (Aqua Tinta), 70 × 50 cm

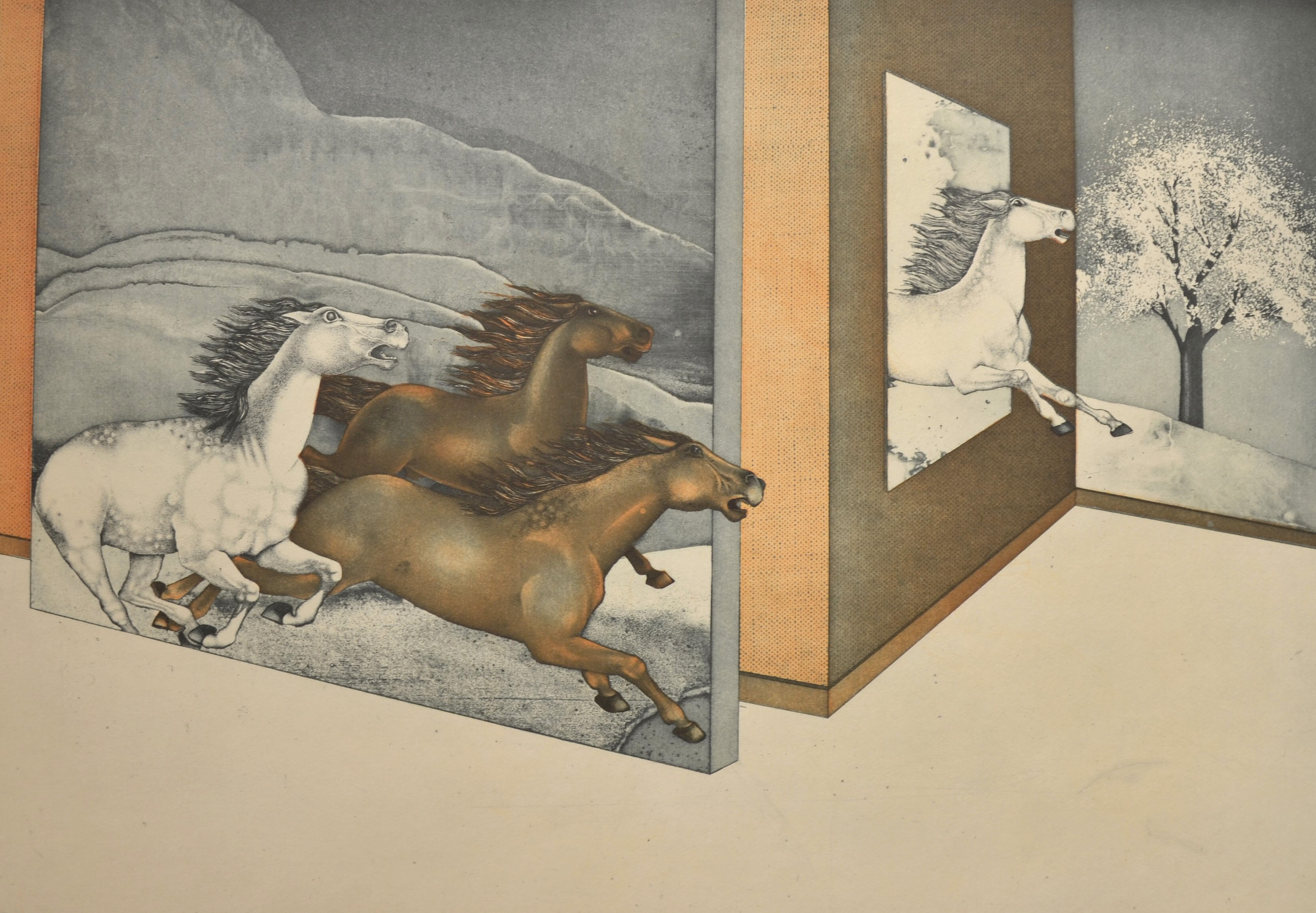
Ebrahim Ehrari, Wohin?, 1993, Farbradierung (Aqua Tinta), 44/45, 50 × 65 cm

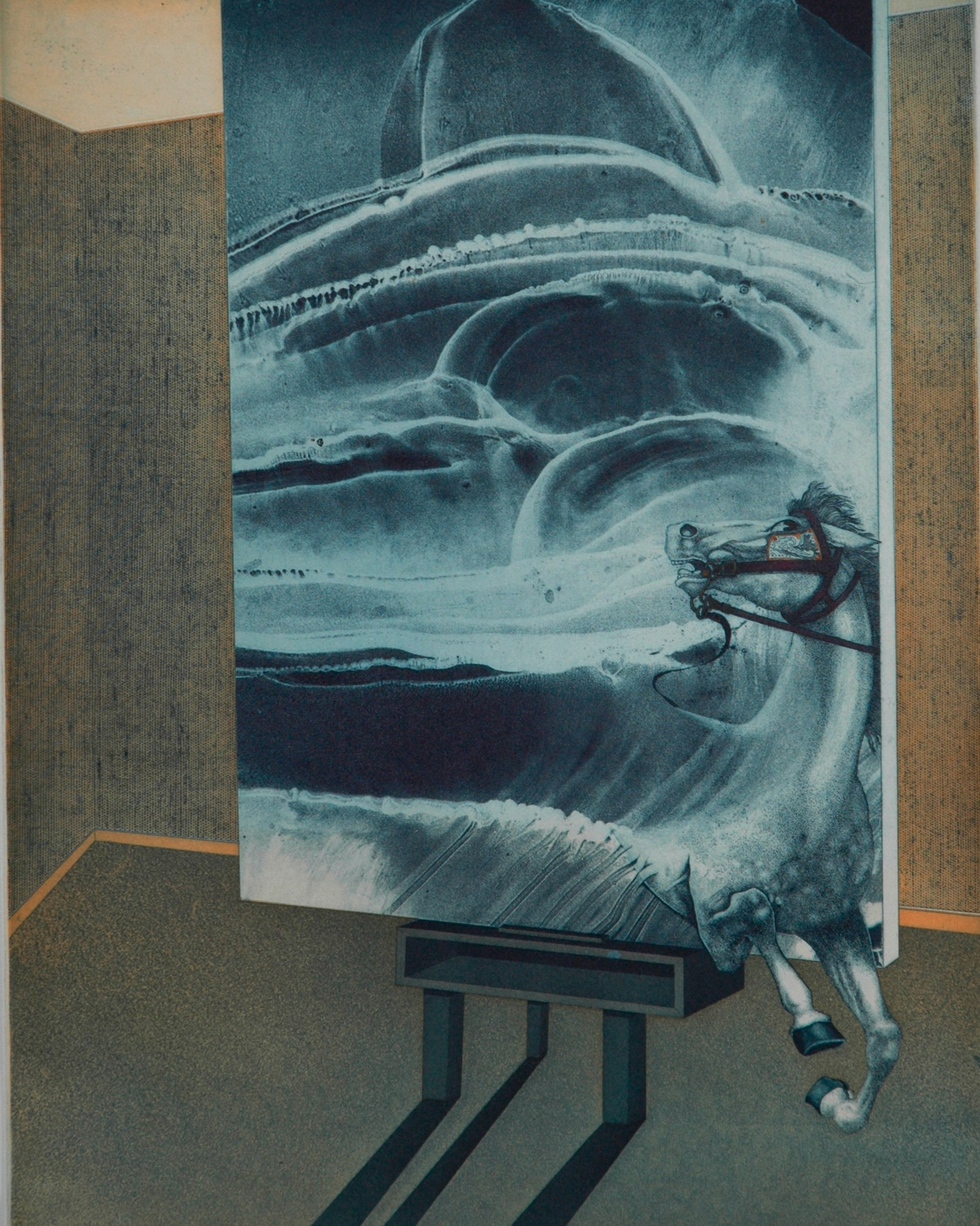
Ebrahim Ehrari, Herausgesprungen, Farbradierung, 47 × 36 cm

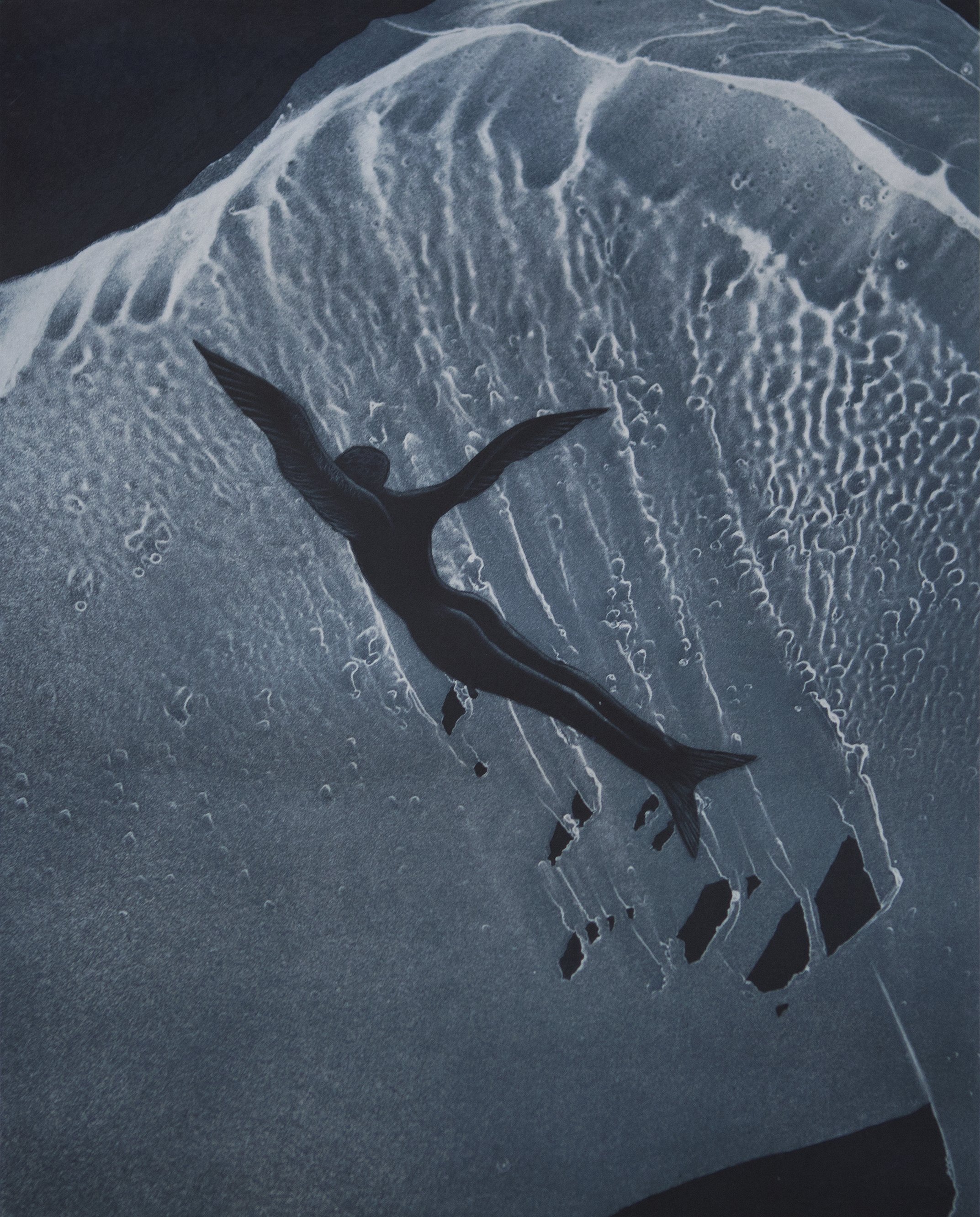
Ebrahim Ehrari, Ikarus, 1999, Aqua Tinta, 70 × 50 cm

## Ausstellungen

### Einzelausstellungen und Projekte (Auswahl)

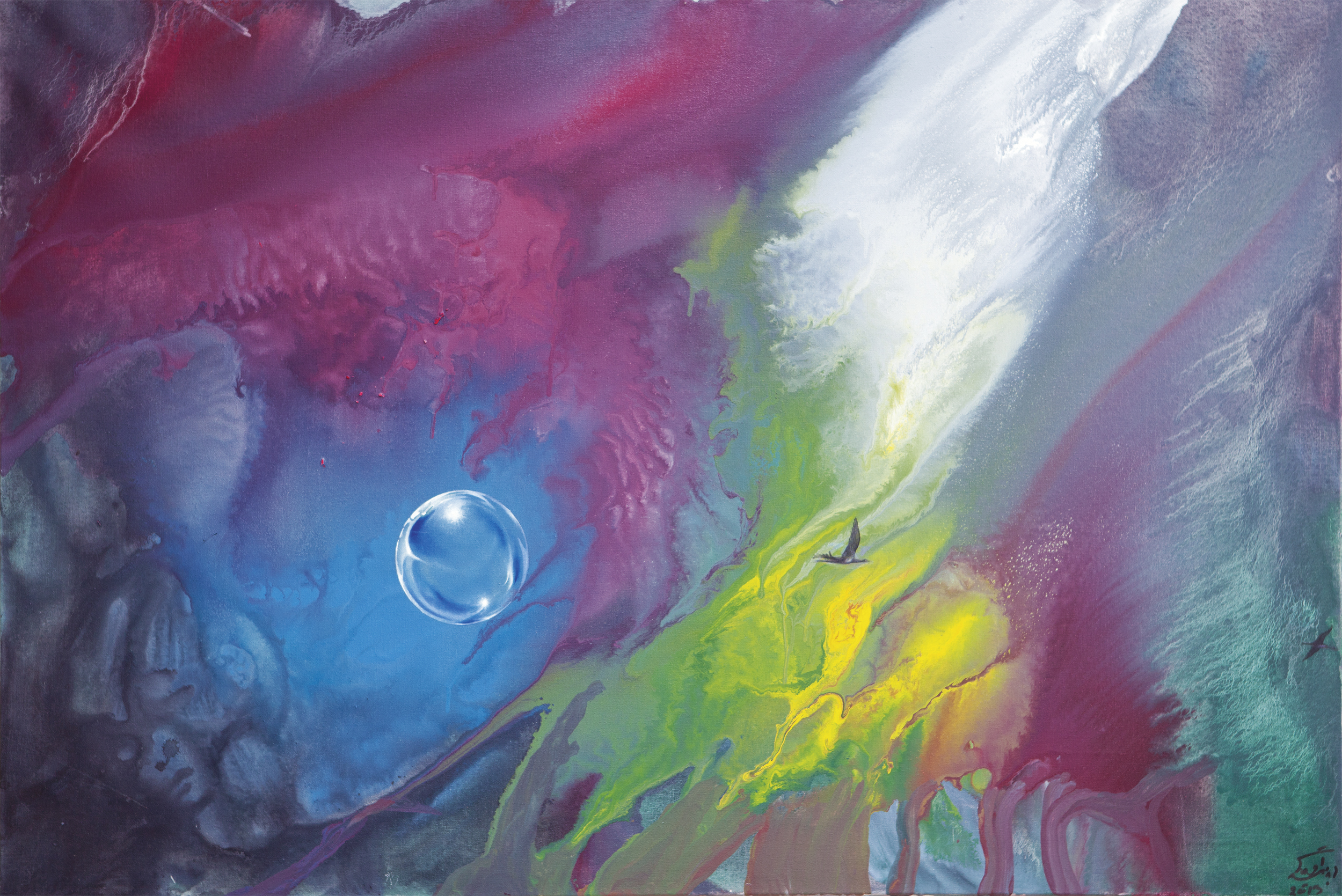
Ebrahim Ehrari, Eine Luftblase, 2013, Öl und Acryl auf Leinwand, 100 × 150 cm

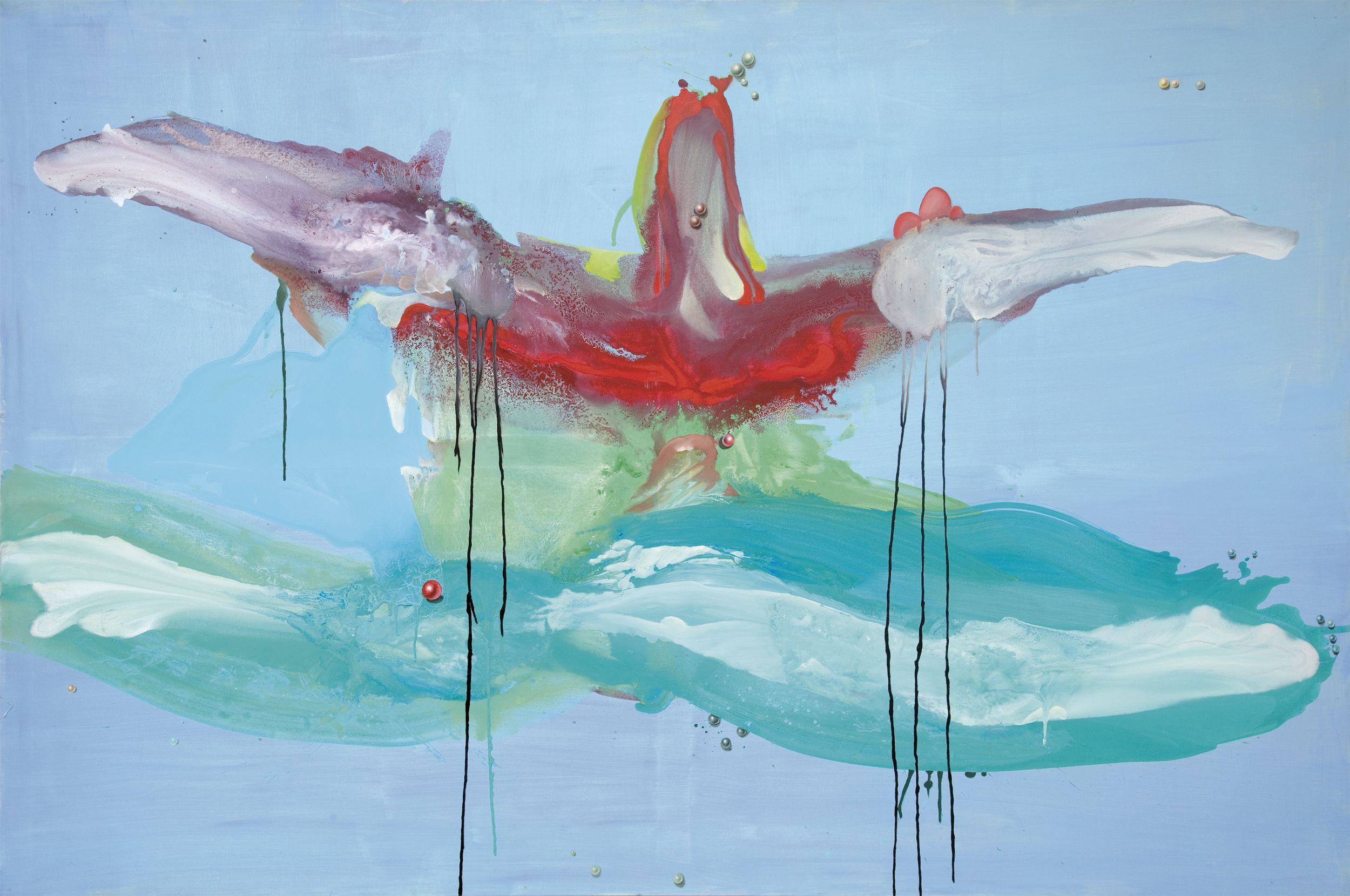
Ebrahim Ehrari, Tanz der grossen roten Perlen auf dem Kaspischen Meer, 2013, Öl und Acryl auf Leinwand, 150 × 210 cm

- 1973: Goethe-Institut, Teheran, Iran
- 1978: Galerie de Sfinx, Amsterdam, Niederlande
- 1979: Galerie Friedemann, Gütersloh
- 1980: Galerie de Sfinx, Amsterdam, Niederlande
- 1981: De Schakel, Voorburg, Niederlande
- 1982: Galerie Stodieck, Mönchengladbach
- 1982: Petruskirche Lichterfelde, Berlin
- 1985: Graphic Studio, Dublin, Irland
- 1986: Wanderausstellung, Arts Council of Northern Ireland, Nordirland
- 1988: Fenderensky Art Gallery, Belfast, Nordirland
- 1988: Kommunale Galerie, Berlin
- 1993: Bulino, Steinen-Schlächtenhaus (Schwarzwald)
- 1998: Raiffeisenbank, Deutschlandsberg, Österreich
- 2000: Museum, Graz, Österreich
- 2002: Buddy Bear für Aserbaidschan, Berlin
- 2003: Kommunale Galerie, Berlin
- 2003: Q-Gallery, Baku, Aserbaidschan
- 2003: Buddy Bear für Aserbaidschan, Berlin
- 2006: Galerie Burstert, Albrecht, Potsdam
- 2006: Galerie Petra Lange, Berlin
- 2010: Galerie Berlin-Baku, Berlin
- 2012: Galerie Horst-Nico Kress, Mannheim
- 2013: Galerie Berlin-Baku, Berlin
- 2013: Konferenzcenter, Malmö, Schweden
- 2014: „Im Rausch der Fantasie“, Galerie Berlin-Baku, Berlin
- 2017: „BerlinꚙBaku – Die Gründer“, Galerie Berlin-Baku, Berlin
- 2018: „Ebrahim Ehrari.80“, Galerie Berlin-Baku, Berlin[19][20]

### Gruppenausstellungen (Auswahl)
- 1972: Galerie Litfaß, Berlin

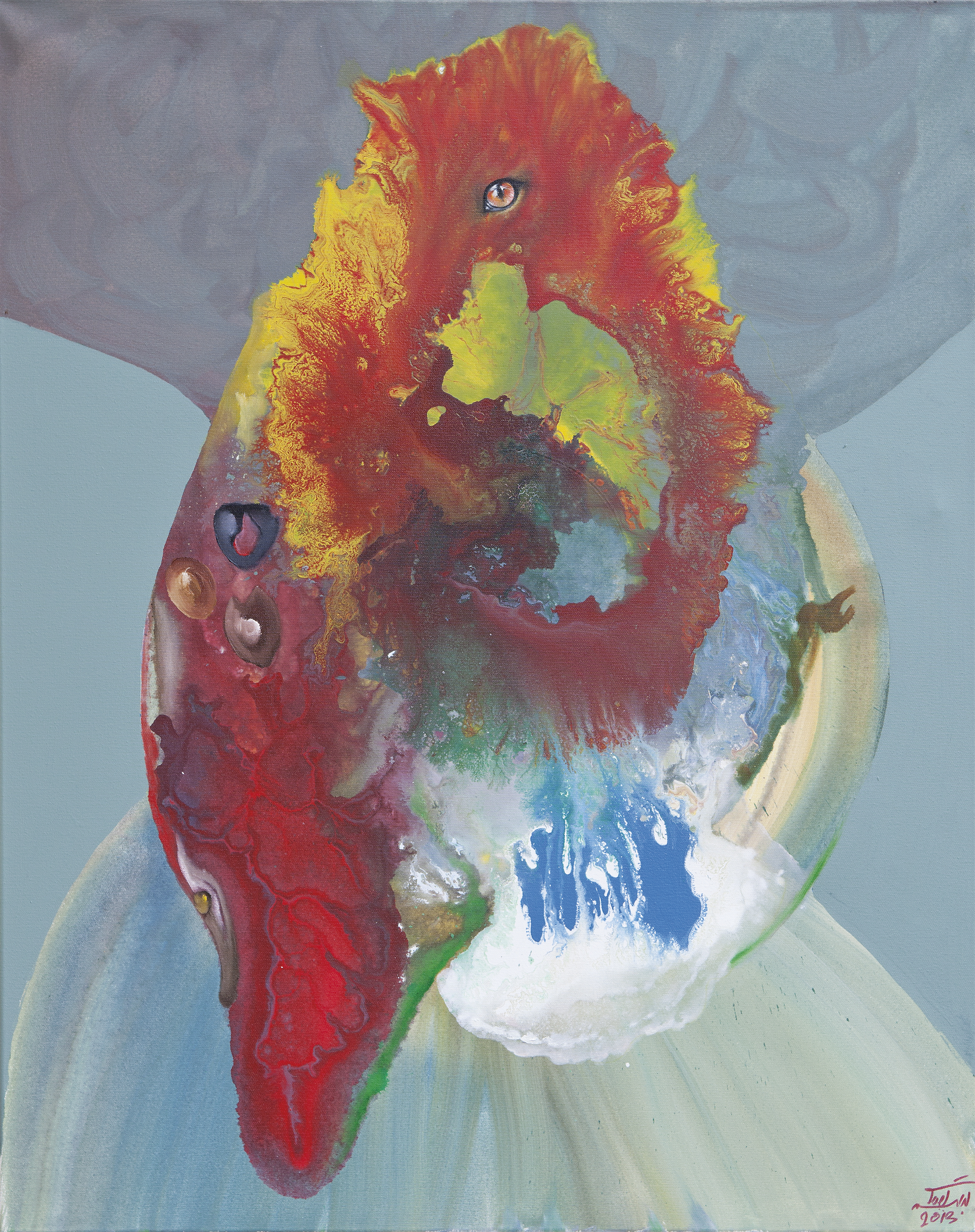
Ebrahim Ehrari, Der Fuchs von Ganca, 2013, Öl und Acryl auf Leinwand, 150 × 100 cm

- 1974: Simultanausstellung Berlin/Teheran, Iran/Urmia, Iran
- 1975: Iranisch-holländische Gesellschaft, Teheran, Iran
- 1976: Montparnassa, Mykonos, Griechenland
- 1977: Galerie Laubach, Berlin
- 1979: Galerie l’auberge, Celle-Boye
- 1982: Petruskirche Lichterfelde, Berlin
- 1983: Staatsbibliothek, Paderborn
- 1984: Galerie Stodieck, Berlin
- 1985: Fenderensky Art Gallery, Belfast, Nordirland
- 1986–2000: z. T. wiederholte Ausstellungsbeteiligungen in Berlin, Weiden, Ludwigshafen, München, Paderborn, Hamburg, Westfalen, Italien, Frankreich, Polen, Portugal, Griechenland, Russland, Argentinien, Brasilien, USA, Indien, Japan und Afghanistan
- 2001: Galerie Petra Lange, Berlin
- 2002: Galerie VBK, Berlin
- 2008: Galerie Berlin-Baku, Berlin
- 2014: Central Park Praha, Prag, Tschechische Republik
- 2014: „My home is my castle“, Jang Pyeon Museum, Südkorea
- 2014: BBK Ausstellung in Leer, Ostfriesland
- 2015: „smArtcities“, Koreanisches Kulturzentrum & Galerie Berlin-Baku, Berlin
- 2015: „aus der grenze“, HO l Berlin, Berlin
- 2016: „Lyrisch Phantastisch“, Verein Berliner Künstler (VBK), Berlin
- 2017: „Granatapfel und Feuerberg – Aserbaidschanische Kunst der Gegenwart zwischen Phantasie und Weltenblick“, Kunststation Kleinsassen, Kleinsassen bei Fulda

Quelle:

## Bibliographie (Auszug)
- IT – Flüge, Bibliophil., Berlin 1972
- „Iran heute – Grafik, Malerei, Stoffdruck“, Teheran – Iran 1975
- „Le globe“, Exposition, Nantes – Frankreich 1979
- „Moulin de Gennebrie“, Melle – Frankreich 1979
- Bedaeckers Berlin-Steglitz, Berlin 1980
- „Gemischte Gefühle“ – Radiertechniken & Grafik, Berlin 1982
- „Galerie de pret grand‘ place“, Grenoble – Frankreich 1984
- Listowel Print, Irland 1985
- „Ebrahim Ehrari“, Kunstamt Wilmersdorf, Kupijai & Prochnow, Berlin 1988
- „Male Formi Grafiki“ 85/86/87, Lodz-Polen 1985–1987
- „Six from Berlin/Aberdeen“, Berlin 1987
- „Haus am Lützowplatz: Träume, Gesichter, Visionen“, Berlin 1987
- „Volksmärchen aus Aserbaidschan“ mit Illustrationen von Ebrahim Ehrari, Verlag Dr. Köster, Berlin 2007
- Katalog „Tief im Rausch der Fantasie“ mit Arbeiten von 2013–2014
- Katalog „Ebrahim Ehrari“, 2015

Es sind zahlreiche weitere Kataloge zu Ebrahim Ehraris Ausstellungen (Einzel und Gruppe) erschienen.

## Einzelnachweise

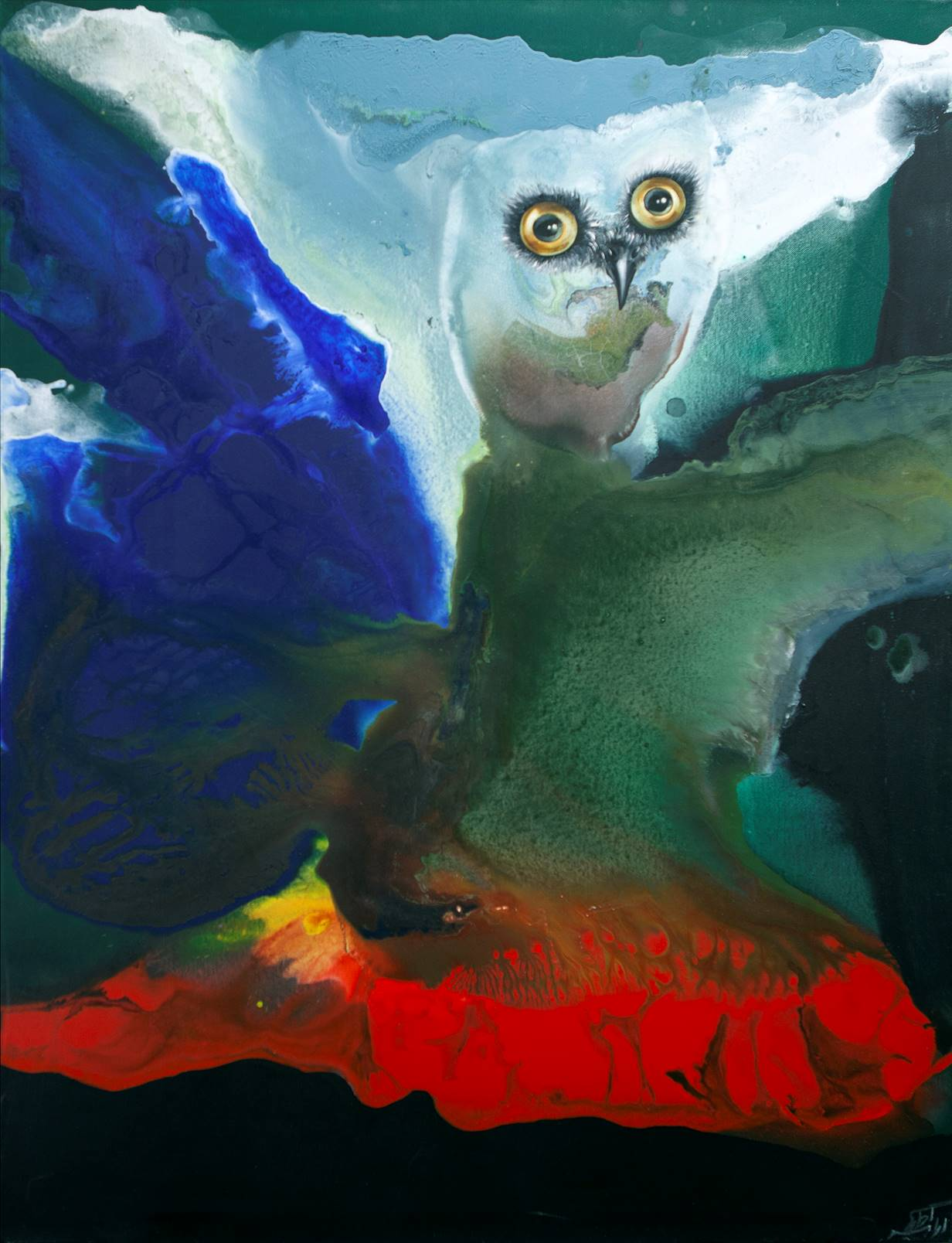
Ebrahim Ehrari, „Eule“, 2018, Öl und Acryl auf Leinwand, 100 × 75 cm